# Девід Льюїс
Девід Келлог Льюїс (англ. David Kellogg Lewis; 28 вересня 1941, Оберлін — 14 жовтня 2001, Принстон) — один з найпомітніших представників американської аналітичної філософії ХХ століття, праці якого істотно вплинули на розвиток філософії науки, філософії мови, філософії математики, філософської логіки, філософії свідомості, філософського посибілізму, епістемології, етики та естетики. Найбільш відомий своєю теорією модального реалізму (англ. modal realism) та теорією претендентів або двійників (англ. counterpart theory).

## Біографія
Народився 28 вересня 1941 року в м. Оберлін (США) у родині науковців. Навчався у Свотморському коледжі (м. Свотмор, США) (зак. 1962) та Оксфордському університеті (1959—1960), а також у Гарвардському університеті, де захистив докторську дисертацію під керівництвом відомого американського філософа Вілларда Квайна. Працював в. о. професора у Каліфорнійському університеті (1966—1970), а з 1970 і до 2001 р. — у Принстонському університеті на посаді професора (1973). Помер 14 жовтня 2001 року.
Девід Льюїс був членом Американської академії мистецтв і наук, членом-кореспондентом Британської академії та почесним членом Австралійської академії гуманітарних наук, а також почесним доктором Університету Мельбурна (Австралія), Йоркського та Кембриджського університетів (Велика Британія).

## Науковий доробок
Девід Льюїс — автор численних наукових статей (близько 100) та п'яти наукових монографій (зібраних у прижиттєвому п'ятитомному виданні, опублікованому у видавництві Оксфордського університету у 1983—2000 роках). Найбільш резонансною стала його праця «Про множинність світів» (англ. «On the Plularity of Worlds»; 1986), де він аргументує положення модального реалізму та теорії претендентів.
На думку Льюїса, логіка модальності відображає не абстрактні можливості, а конкретні реальності. Наприклад, світ, у якому ми живемо, не є єдиним реальним світом, а є лише одним з численних можливих світів; наш світ є реальним лише з нашої точки зору; з точки зору будь-якого з можливих світів, реальним є саме він, той світ, а наш світ є лише можливим. Головні тези модального реалізму Д. Льюїса: (1) можливі світи існують, вони є так само реальними, як і наш світ; (2) всі можливі світи (в тому числі і наш світ) належать до одного й того самого типу світів; в них діють однакові фізичні закони; всі вони відрізняються не за типом, а за змістом; (3) можливі світи є незвідними самостійними утвореннями; (4) термін «реальний» («дійсний») — це індексний (англ. indexal, вказівний) термін, подібний до термінів «присутній», «тут», «зараз», «цей», «той», «я», «ти», «мій» і т. ін., референція яких змінюється залежно від контексту висловлювання; контекстом є світ, у якому таке висловлювання з'являється; відповідно наш світ є реальним і дійсним лише тому, що це наш світ; (5) кожен з можливих світів є просторово-часово та каузально ізольованим один від одного.
Теорія претендентів (двійників) є складовою модального реалізму Д. Льюїса. Головні тези: (1) всякий спосіб, у який наш світ міг би існувати, є способом, у який один з численних світів існує; (2) всякий спосіб, у який частина нашого світу могла б існувати, є способом, у який частина одного з численних світу існує; тобто те, що є лише можливим у нашому світі, є реальним і дійсним у котромусь із численних світів. Наприклад, якщо ви могли б стати художником, то в одному з численних світів реально існує людина, схожа на вас (ваш претендент або двійник), яка дійсно є художником.

## Головні праці
- Convention: A Philosophical Study. — Harvard University Press, 1969.
- Counterfactuals. — Harvard University Press, 1973.
- Semantic Analysis: Essays Dedicated to Stig Kanger on His Fiftieth Birthday. — Reidel, 1974.
- On the Plurality of Worlds. — Blackwell, 1986.
- Parts of Classes. — Blackwell, 1991.